# Фиризу (Мехединци)
Фиризу (рум. Firizu) насеље је у Румунији у округу Мехединци у општини Иловат. Oпштина се налази на надморској висини од 275 m.

## Становништво
Према подацима из 2002. године у насељу је живело 69 становника, од којих су сви румунске националности.